# Parque Nacional Marino Las Baulas
Der Parque Nacional Marino Las Baulas ist ein Nationalpark in Costa Rica und ein Schutzgebiet unter der Ramsar-Konvention. Der Park ist Teil der Área de Conservación Tempisque und umfasst ca. 167,3 km² Meeresfläche in der Bahía de Tamarindo bei Tamarindo. Dort befindet sich die größte Brutkolonie der Lederschildkröte an der Pazifik-Küste Amerikas. Weibchen der Lederschildkröten kommen zwischen Oktober und Mai oft in der Playa Grande an Land, um ihre Eier abzulegen.
Trotz des Schutzstatus sind im Park Freizeitaktivitäten wie Surfen erlaubt.

## Geographie
Der Nationalpark liegt im äußersten Westen von Costa Rica. Er erstreckt sich weit in den Pazifik hinein und besteht neben den geschützten Meeresgebieten aus weißen Sandstränden und tropischen Wäldern. Vier Buchten und Strände gehören zum Gebiet des Nationalparks: Carbón, Ventanas, Grande und Langosta. Außerdem gehört das Ästuar des Río Tamarindo und die Mangroven an der Mündung des Río Matapalo und das Ästuar des Río San Francisco zum Parkgebiet. Im Norden bilden die Cerros Morro und Hermosa die Grenze zum Inland.
Das Tamarindo-Ästuar war ursprünglich ein eigenständiges Ramsar-Gebiet als Refugio de Vida Silvestre Tamarindo (Tamarindo Wildlife Refuge), gehört inzwischen jedoch zum Gebiet des Nationalparks.

## Natur
Die Wälder sind Heimat für ca. 174 Vogelarten und viele andere Tierarten, wie zum Beispiel Spitzkrokodile.
An die Strände kommen regelmäßig Lederschildkröten und Oliv-Bastardschildkröten zur Eiablage.

## Galerie

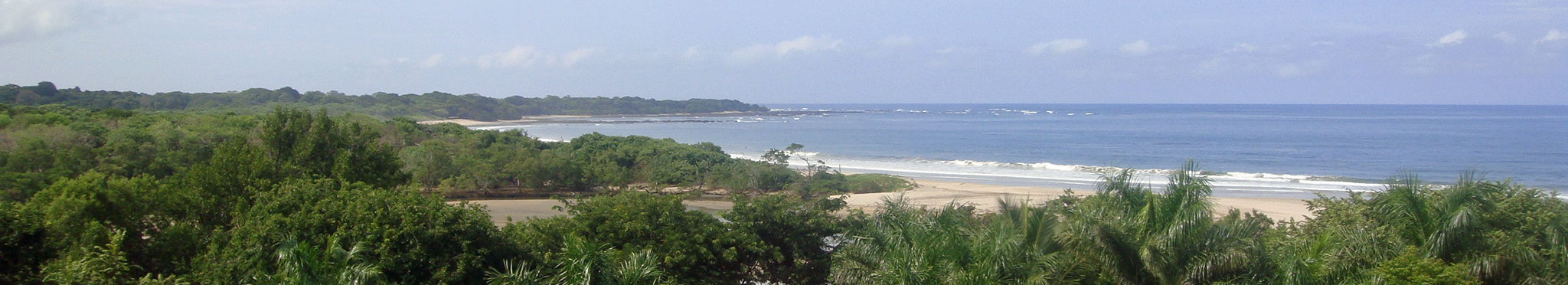
Panorama des Las Baulas National Park.
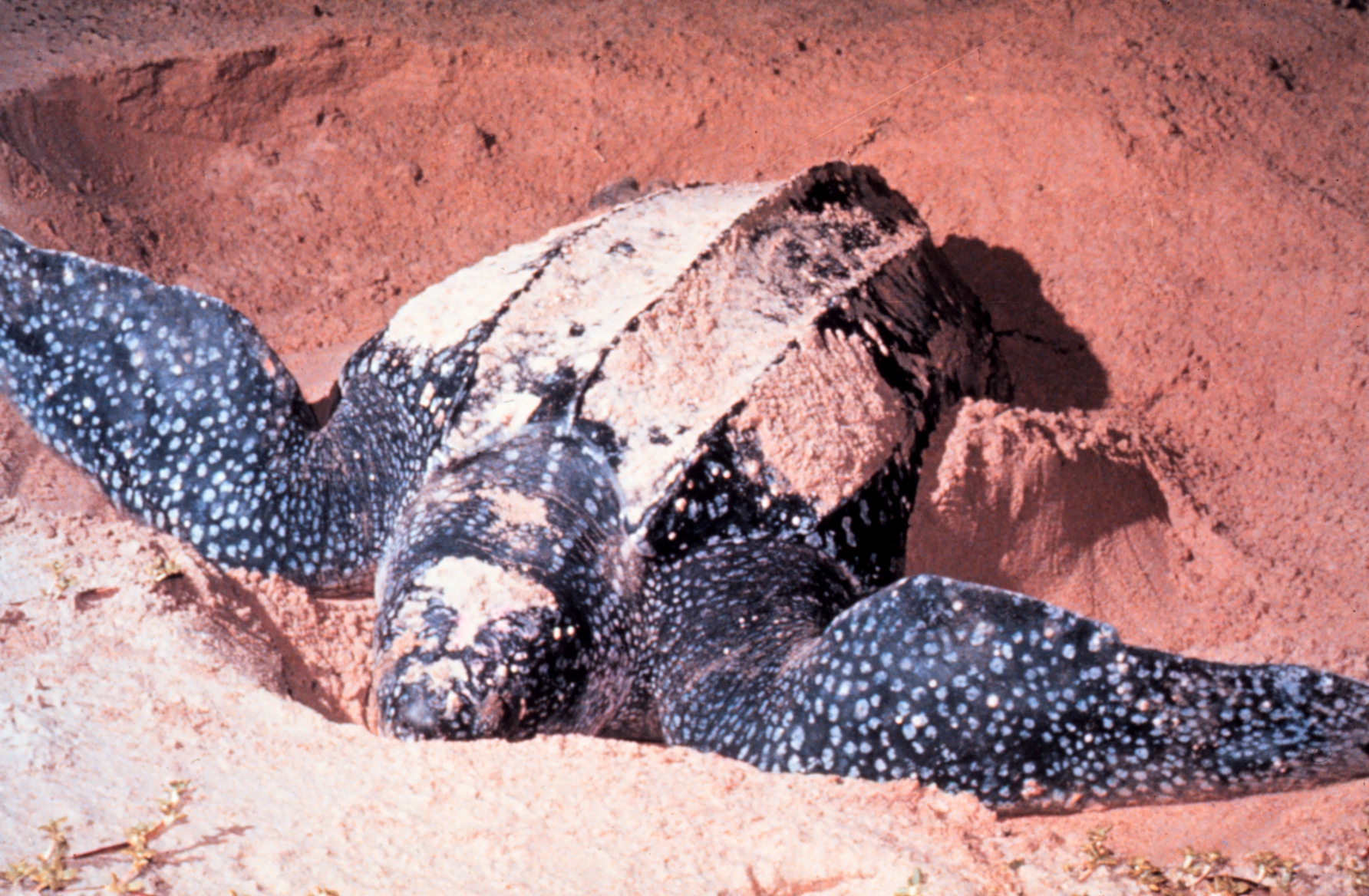
Lederschildkröte bei der Eiablage.
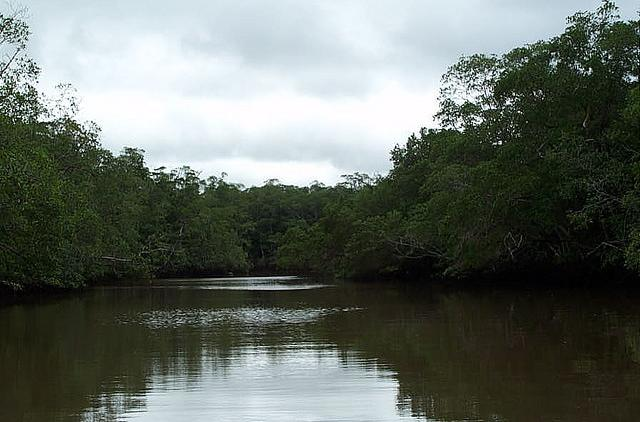
Ästuar des Tamarindo.
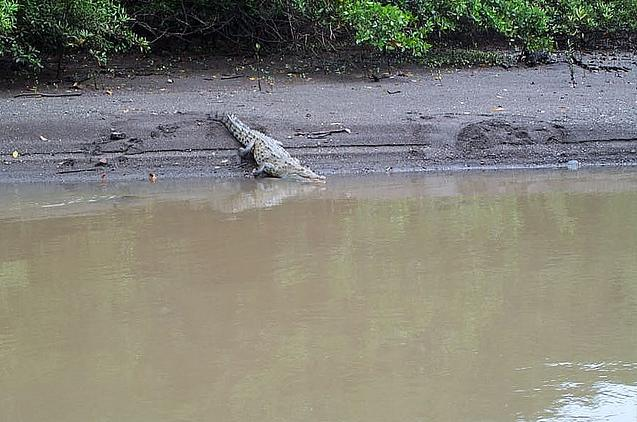
Spitzkrokodil im River Matapalo.
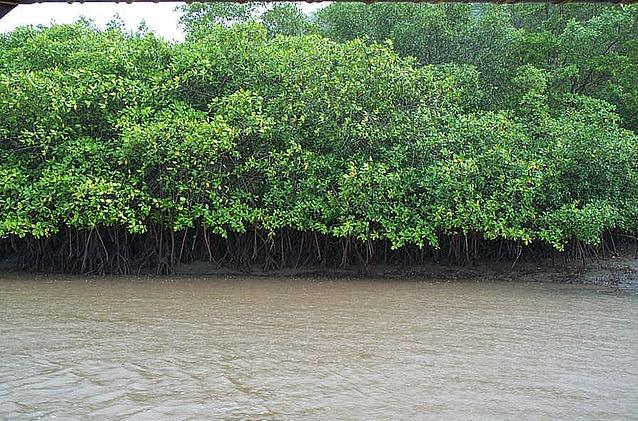
Mangroven im Ästuar des Tamarindo.
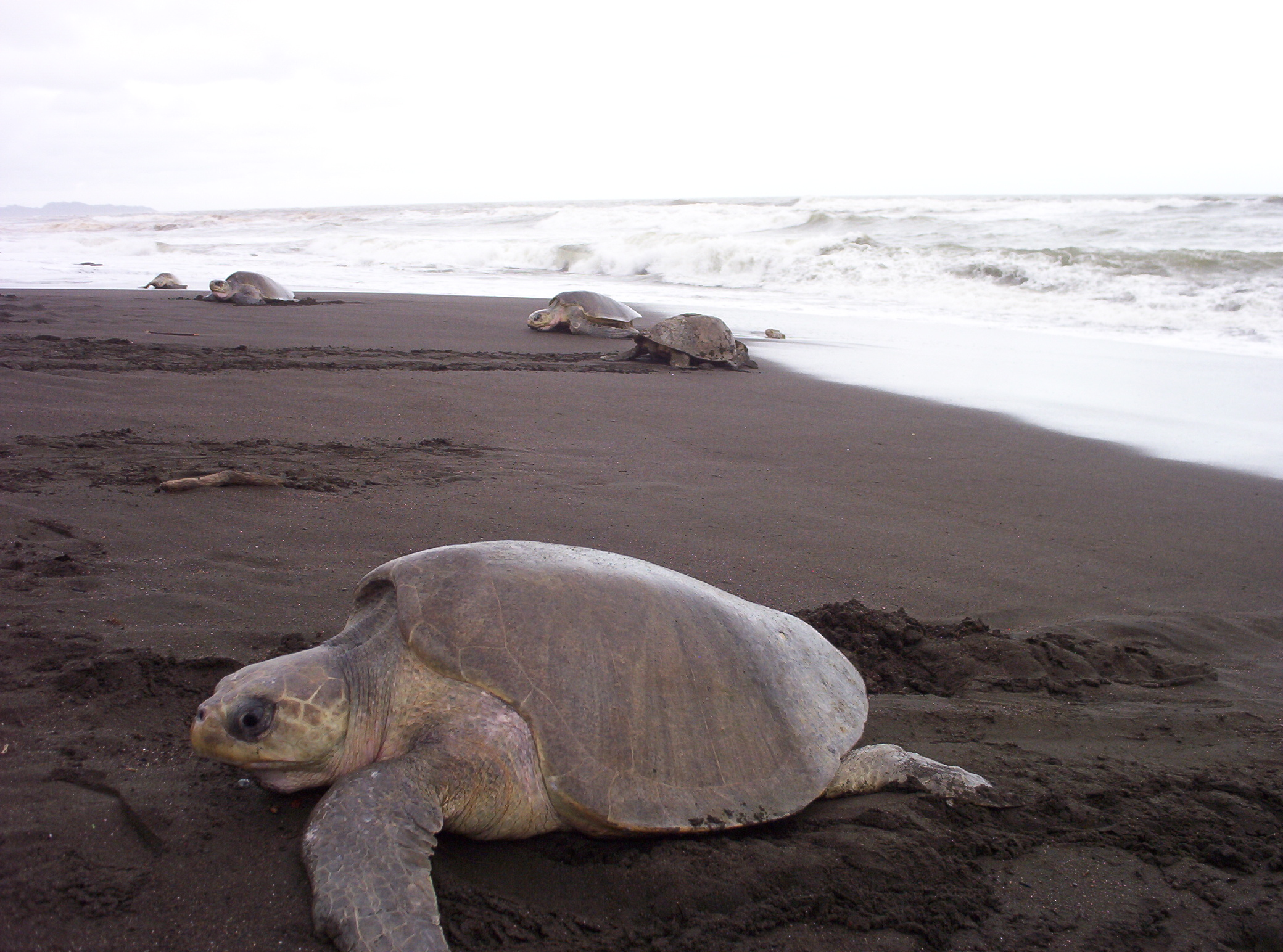
Oliv-Bastardschildkröte (Lepidochelys olivacea)
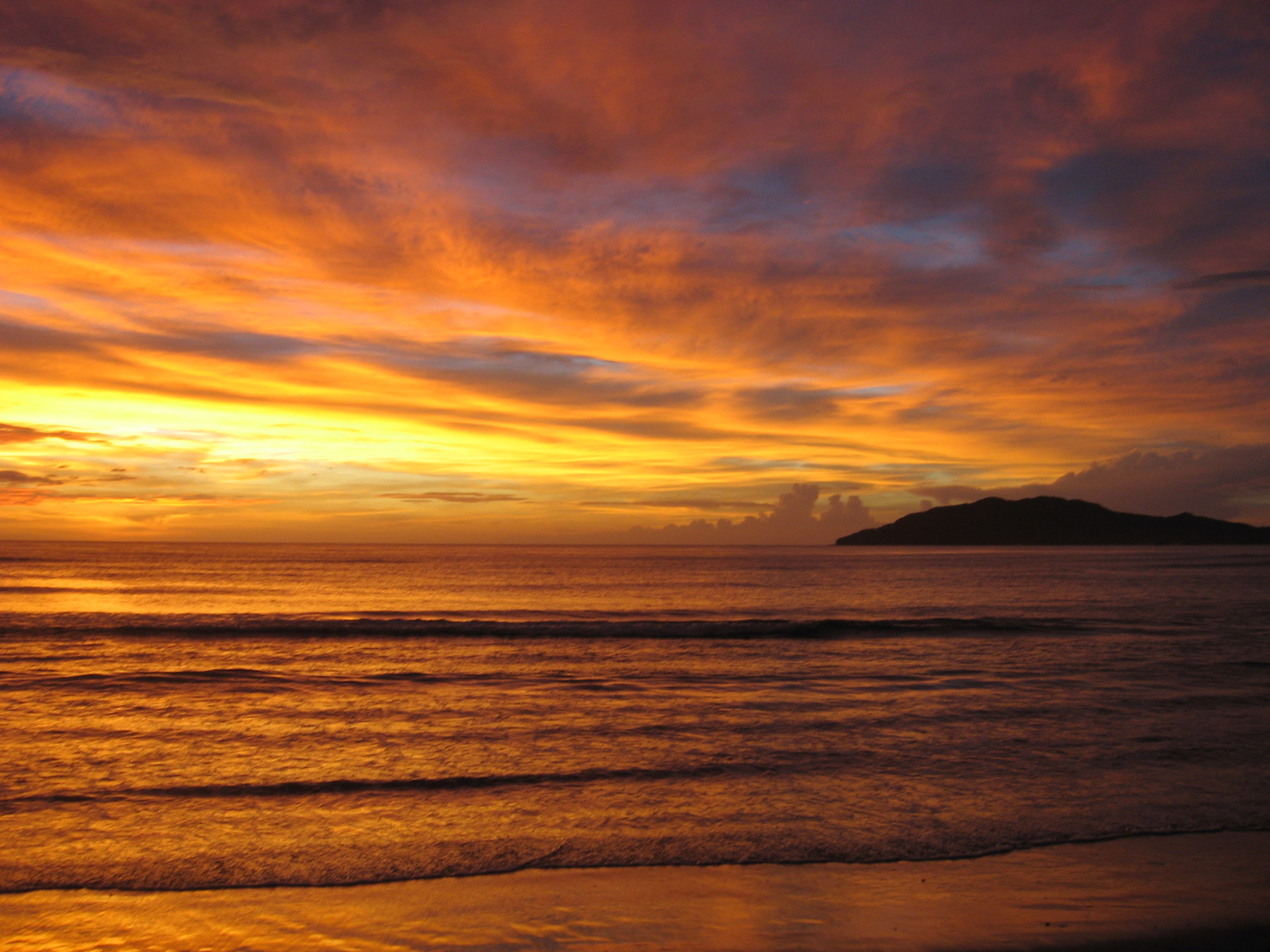
Sonnenuntergang in Playa Grande.
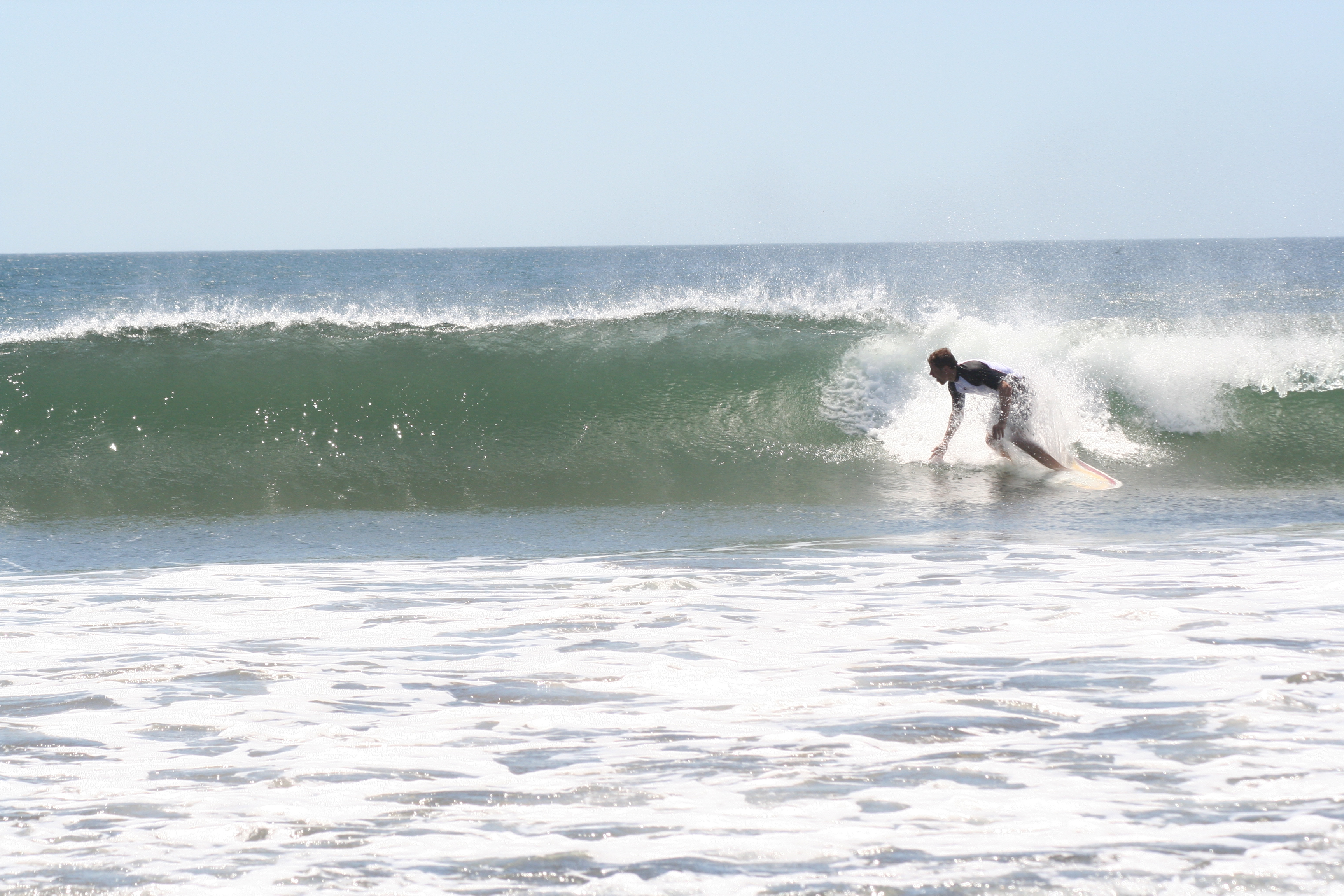
Surfer in Roca Bruja, Tamarindo.